# 源相方
源 相方（みなもと の すけかた、生年不詳 - 長徳4年（998年））は、平安時代中期の貴族。宇多源氏、左大臣・源重信の子。官位は従四位上・権左中弁。

## 経歴
蔵人を経て、伊賀守・備後守・播磨守と一条朝前期頃に受領を歴任する。
長徳2年（996年）8月に正左中弁の藤原忠輔が右大弁に昇ると、その後任に一旦は相方が任ぜられるが、一条天皇の意向で正左中弁・源相方と権左中弁・藤原行成が入れ替えられ、相方は上﨟ながら弁官局では行成の下僚とされた。
長徳4年（998年）7月に左大弁・源扶義が没して右大弁のポストが空くが、これに対して再び相方と藤原行成が競合。相方は縁者である左大臣・藤原道長に右大弁への任官希望を告げる。しかし、行成から播磨守在任中十分に役目を果たさず、任期終了後3年にして官へ未済の事が多いとして相方の任官に反論され、道長もこれを容認。結局、10月になって行成が右大弁に任ぜられた。なお、行成の後任の左中弁には高階信順が任ぜられており、この人事の前に相方は病没したとみられる。

## 人物
『続本朝往生伝』にて、一条朝における天下の一物と呼ぶに相応しい雲客（殿上人）の四人のうちの一人に挙げられている文化人。『大鏡』で三舟の才の逸話がある、寛和2年（986年）大堰川で開催された三舟の遊興において、相方は藤原公任とともに三つの舟（漢詩の舟、管絃の舟、和歌の舟）に次々と乗り込んで、その才名を馳せている。
勅撰歌人として『拾遺和歌集』以下の勅撰和歌集に和歌作品3首が入集している。

## 官歴
- 時期不詳：蔵人。伊賀守[7]
- 正暦3年（992年） 6月8日：前備後守[8]
- 正暦5年（994年） 日付不詳：見播磨守[9]
- 長徳元年（995年） 10月3日：昇殿、見播磨守[8]
- 長徳2年（996年） 8月5日：権左中弁[8]
- 長徳4年（998年） 日付不詳：卒去[4]

## 系譜
『尊卑分脈』による。
- 父：源重信
- 母：藤原朝忠の娘
- 妻：平季明の娘
  - 男子：源慶方